# 出征兵士を送る歌

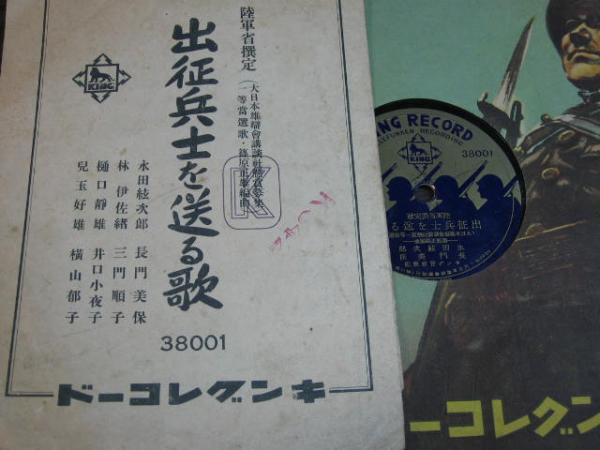
当時のキング版『出征兵士を送る歌』のレコードとスリーブ

『出征兵士を送る歌』（しゅっせいへいしをおくるうた）は、日本の軍歌（戦時歌謡）。作詞・生田大三郎、作曲・林伊佐緒。発売は1939年（昭和14年）10月。

## 概要
日中戦争（支那事変）勃発以来、マスコミは積極的に軍歌（戦時歌謡・軍国歌謡）を公募して製作していたが、これは戦時下の戦意高揚のほかにも媒体の拡販につながるという利点があった。しかしそうした動きは当初は新聞社だけであった。その中で初めて大手出版社が製作した軍歌がこの『出征兵士を送る歌』である。
1939年、大日本雄辯會講談社（現・講談社）は陸軍省と提携して9大雑誌で宣伝し、歌詞と曲は読者から公募した。この公募には128,592件もの投稿があり、一等当選歌詞は神戸市の一読者・生田大三郎のものであった。一等当選曲の作曲者・林伊佐緒は、当時、大日本雄辯會講談社系列のキングレコード専属のプロ歌手であったが一般応募だった。最初のレコードはキングレコードの人気歌手（林伊佐緒、樋口静雄、児玉好雄、三門順子、井口小夜子、横山郁子、永田絃次郎、長門美保）を総動員して発表された。林は賞金1500圓を手に入れた。
通常盤(旧レコード番号39001)の他にも河村順子歌唱盤(旧レコード番号40021)、ヴォーカルフォア合唱団歌唱盤(旧レコード番号38003、40025)が存在する。
1930年代末の当時、戦地に赴く出征兵士や、徴兵や志願などにより軍隊に入営する兵士を見送る歓送の場において用いる適当な軍歌が少なく、それまでは広く愛唱されていた『日本陸軍』が使用されることが多かったが、日露戦争勃発年である1904年（明治37年）に作られた古い作品のため、歌詞がこの近代戦の時代にはそぐわないなどという声もあった。次に、1937年（昭和12年）に発表されていた戦時歌謡・『露営の歌』も使われたが、歌詞は物悲しく曲調は短調、逆に厭戦気分を煽りかねないとして出征歓送の場においては不適当と倦厭された。こうした背景もあり、歌詞・曲調ともに勇壮である『出征兵士を送る歌』は、国民のみならず軍隊においても広く受容され、ヒットとなり、続く太平洋戦争期も愛唱された。
戦後においては、林伊佐緒とボニージャックスが吹込みし、キングレコードより発表された音源が有名である。

## 歌詞
1. わが大君に召されたる
生命光栄ある朝ぼらけ
讃えて送る　一億の
歓呼は高く　天を衝く
いざ征け　つわもの　日本男児！

2. 華と咲く身の感激を
戎衣の胸に引き緊めて
正義の軍　征くところ
誰か阻まん　その歩武を
いざ征け　つわもの　日本男児！

3. かがやく御旗先立てて
越ゆる勝利の幾山河
無敵日本の　武勲を
世界に示す　時ぞ今
いざ征け　つわもの　日本男児！

4. 守る銃後に憂いなし
大和魂ゆるぎなき
国のかために　人の和に
大盤石の　この備え
いざ征け　つわもの　日本男児！

5. ああ　万世の大君に
水漬き草むす忠烈の
誓い　致さん秋到る
勇ましいかな　この首途
いざ征け　つわもの　日本男児！

6. 父祖の血汐に色映ゆる
国の誉れの　日の丸を
世紀の空に　燦然と
揚げて築けや　新亜細亜
いざ征け　つわもの　日本男児！